# 唐义方
唐义方（1922年9月16日—2013年9月27日）是一位新加坡华人经济专家。祖籍安徽桐城。

## 生平

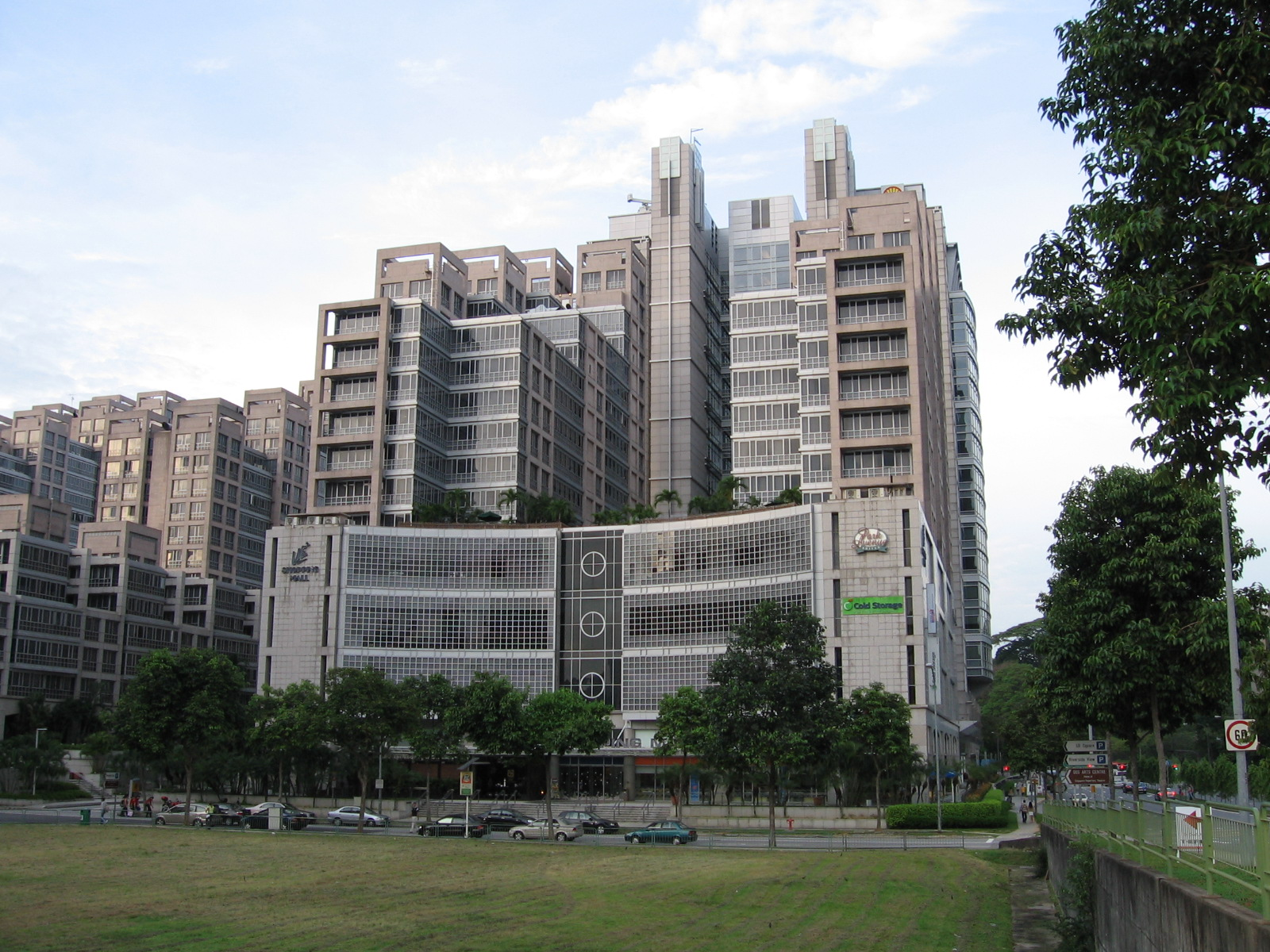
推动了联合工程广场的修建

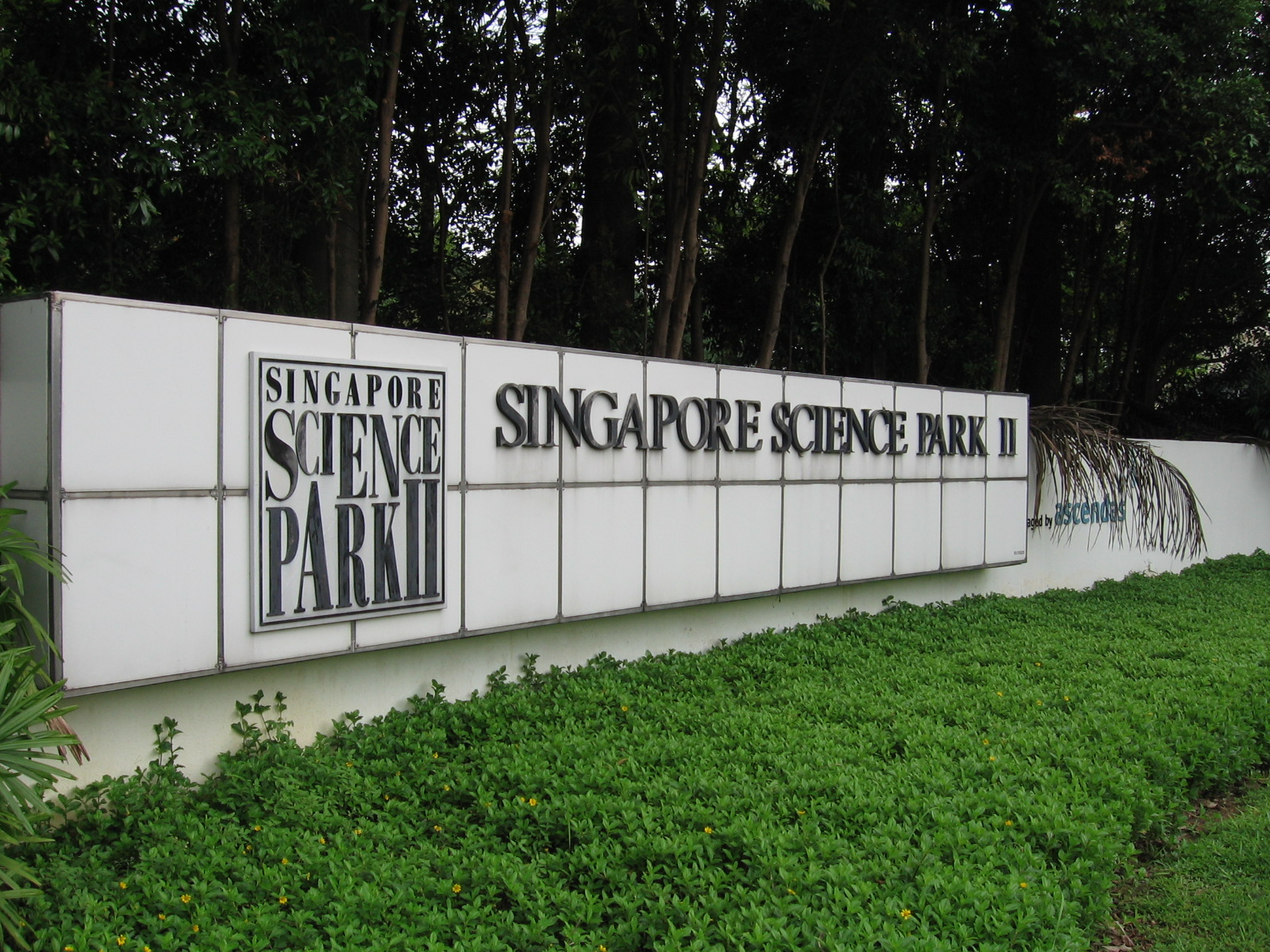
帮助建立新加坡第一个工业园区

1944年毕业于国立中央大学工学院机械工程系（今东南大学机械工程学院），1948年獲哈佛大學商學院碩士。曾任新加坡联合工程集团公司主席、新加坡经济发展局主席等职，主持创办裕廊工业区，被称为“新加坡工业之父”、“新加坡经建教父”。曾担任联合国秘书长助理、联合国亚洲工业大会首席顾问，协助规划多个国家的经济发展计划。